# Yên Phương, Ý Yên
Yên Phương là một xã cũ thuộc huyện Ý Yên, tỉnh Nam Định, Việt Nam.
Xã có diện tích 6,1 km², dân số năm 1999 là 5.696 người, mật độ dân số đạt 934 người/km².

## Giao thông
Xã Yên Phương có dự án quốc lộ 37C nối từ Quốc lộ 37B tại Ý Yên đi qua Cát Đằng - Phố Cháy - Yên Phương vượt sông Đáy tới Gián Khẩu, Me, Nho Quan (Ninh Bình) và kết thúc tại đường Hồ Chí Minh ở Lạc Thủy (Hòa Bình).
Tại xã Yên Phương sẽ có cầu vượt qua sông Đáy để nối với Gia Trấn của Ninh Bình

## Di tích
Đình Cổ Hương thuộc xã Yên Phương là di tích lịch sử văn hóa thờ thánh tổ nghề đúc đồng Nguyễn Minh Không.